# マクドウェル郡 (ウェストバージニア州)
マクドウェル郡（英: McDowell County）は、アメリカ合衆国ウェストバージニア州の南端に位置する郡である。2010年国勢調査での人口は22,113人であり、2000年の27,329人から19.1%減少した。郡庁所在地はウェルチ市（人口2,406人）であり、同郡で人口最大の都市でもある。
マクドウェル郡は1858年にバージニア州テイズウェル郡から分離し、バージニア州議会により設立された。郡名はバージニア州知事を務めたジェイムズ・マクドウェルに因んで名付けられた。南北戦争の1863年にバージニア州から脱退しウェストバージニア州に属した。コールウッド出身の有名な「ロケット・ボーイズ」の故郷である。

## 歴史
アメリカ独立戦争の後、アメリカ合衆国政府は現在マクドウェル郡となっている領域の土地を、ウィルソン・キャリー・ニコラス、ロバート・モリス、デイビッド・パターソンに3セントで売却した。パターソンはその土地をロバート・ポラードに転売した。1795年までに現在のマクドウェルの大半を所有していたのはロバート・モリスだった。マクドウェル郡に入ったことが分かっている最初の開拓者は、イングランド人マチアス・ハーマンとその妻であり、1802年に丸太小屋を建てた。その27年後、ウィリアム・フレッチャーが現在のウェルチとなった所の20エーカー (81,000 m2) について土地権利証を発行した。マクドウェル郡は1856年2月28日、バージニア州テイズウェル郡から分離して設立され、1858年には282人の土地所有者しか居なかった。最初の郡の集会で、郡庁所在地をペリービル（現在のイングリッシュ）に置くことを決めた。しかし、そのことについては論争となり、郡庁舎、監獄など公共の建物が建設されるが遅れた。1867年、ウェストバージニア州議会が郡庁所在地をコールウッド近くに置く法を成立させた。
その5年後、議会は郡民にどこに郡庁を置くべきかを決めさせることにした。郡民は当時最も人口の多い町だったペリービルを選んだ。しかし、ウェルチの町で人口ブームが起こったので、郡庁はペリービルからウェルチに移された。その後はウェルチが郡庁所在地として現在まで続いている。1880年、ウェルチには家屋3軒と店が1軒しかなかったと報告されている。1885年から1888年、イサイア・ウェルチ大尉が製材業あるいは鉱業を行える場所としてその地域を測量した。ウェルチは、J・G・ブラムウェルやJ・H・ダーリングと共に、ジョン・ヘンリー・ハントから165エーカー (670,000 m2) の土地を40ドルで購入した。その範囲は現在のウェルチの町の大半だった。1891年にこの町を通って鉄道が建設された。1894年にウェルチの町は法人化され、ウェルチ大尉に因んで名付けられた。
マクドウェル郡は「マクドウェル自由州」と呼ばれることがある。これはこの地域の異常な政治と人口動態について、地元の新聞が呼んだのが始まりだった。
マクドウェル郡はその石炭採掘産業で全国に知られており、石炭の産出記録を作り、州経済の推進役だった。1950年代に石炭産業が衰退を始める前に、1950年時点でマクドウェル郡の人口はほぼ10万人となり、州内第3位の郡だった。その後は急速に衰退を始め、国勢調査ごとに州内で最大の人口減少率を示した。若者はよりましな将来を求めて郡から出ていき、後には老人ばかりとなり、貧窮化した者も増加した。
1960年代と1970年代、金属精錬用の石炭は需要が高かった。マクドウェル郡は石炭の産出高で国内の上位を維持し続けた。採掘の機械化で雇用される労働者の数は減ったが、鉱山労働者同盟が交渉して労働条件が改善され、それなりの給与が支払われた。
1970年代のエネルギー危機では石炭による経済の復活が期待されたが、その後の10年間はさらに衰退の程度を強めた。アパラチア炭田のヤマネコストライキが起こり、出荷量も減少した。アメリカ合衆国西部における組合の無い炭坑で石炭が産出され、競合が激しくなった。マクドウェル郡産出の石炭の主要出荷先だったアメリカ合衆国の鉄鋼産業も衰退した。諸外国の製鉄所は新しく効率のよい設備で、低価格かつ高品質の鉄鋼を生産していた。
1980年代、アパラチア地域の鉱山では7万人以上が職を失った。1981年から1982年、アメリカ合衆国エネルギー省と鉱山労働者同盟に拠れば、ウェストバージニア州の石炭産業雇用数は53%以上減少した。アパラチア地域でマクドウェル郡より深刻な影響を受けた郡は無かった。アメリカ合衆国国勢調査局に拠れば、1980年のマクドウェル郡の貧困線以下率は23.5%だった。1990年までにこれが37.7%となり、州内最大となった。1990年時点で、子供の50.3%は貧困線以下の家庭で暮らしており、この数字も1980年の31.2%から大きく増えていた。この期間に雇用が大きく失われたのは、USスティールが操業していた鉱山と設備を全て閉鎖し、1,200人以上を解雇したことによっていた。
USスティールが去ったことによる経済的影響度はすさまじいものだった。個人の収入は1年間で66%減少した。郡内でまだ景気が良い所でも住宅価格が大きく落ち込んだ。郡外への移転を望む個人や家族は、それまで持っていた資産に対してほとんどあるいは全く価値を評価されなかった。多くの者は抵当に入っていたその資産から出て行き、借家の場合は単純に出て行くだけだった。
大麻の栽培、薬物取引、詐欺、放火、酷い場合はキーストーン銀行におけるホワイトカラーの使い込みなどが、かつて繁栄したマクドウェル郡の裏経済になった。郡当局は家庭内暴力、自殺、薬物乱用の率がかなり増加したとも報告していた。
2001年までに、入学児童の減少、貧窮の中で暮らす子供が半数以上となったこと、歳入の大きな減少により、マクドウェル郡の公立学校は物理的に荒廃し、また学業成績も下がった。2001年12月、ウェストバージニア州教育省は郡の教育学区の運営を取り込み、緊急予算投入と再構築を始めた。州は幾つかの校舎を修繕するか閉鎖し、重要な新しい施設の建設を始めた。しかし学校を統合して新しい場所に移すことは、狭く曲がりくねった山道を使い、生徒をバスで送らなければならないという新たな問題が生じた。教師を訓練する新しいプログラムによって、郡内で多世代にわたって貧窮に喘ぐ家族の問題への対処法を地元教育者に教えた。教育学区は一時に2世代以上の家族を教育し、希望を喚起することが必要になった。州の援助もあって、郡の教育学区は自治を取り戻した。
2001年と2002年、破壊的な洪水が郡内の小さな町を襲った。多くの地域に12時間に10インチ (254 mm) を超える雨が降った。多くの町は山岳部や周辺の丘に降り集められた激しい水流で完全に破壊されるままとなった。4日間続いた雨で、40人以上が死亡または1年間以上行方不明後に死亡と判断された。
これら経済不況や自然災害に対応して、地域の教会は必要とされる個人や家族を支援するための様々な対策を始めてきた。地域最大の宗派を超えた組織は「コミュニティ・クロッシング」（元はマクドウェル・ミッションと呼ばれた）であり、毎年全国から多くの任務を課したチームを主催しまた編成している。
マクドウェル郡経済を立て直すために、様々な市民団体や郡当局が熱心に計画を立案してきた。近年では郡が利益の出る埋め立て地を開発し、刑務所2件の建設を働きかけ、山岳を抜けるオフロード車用道路に絡んで観光を促進してきた。ウェルチ市の北には山頂を大々的に掘削した跡が残っていたので、産業パークとして開発されている。この場所には地域高規格道路、すなわち炭田イクスプレスウェイとキングコール・ハイウェイのインターチェンジを建設することも提案されている。ノーフォーク・サザン鉄道はそのノーフォークとアメリカ合衆国中西部を結ぶ幹線で、新しくトンネルを拡張し、輸送能力を上げる工事を始めた。しかし、現在のところ郡内最大の民間雇用主はビッグフォーのウォルマートである。
マクドウェル郡は、リンドン・B・ジョンソン政権で始められた全国的な貧困との闘いで、アパラチア地域中核郡の1つである。
コールウッドの町はNASAの技師ホーマー・ヒッカムJrの出身地であり、ヒッカムは10代からの生活を『ロケット・ボーイズ』に著し、後に映画『遠い空の向こうに』に翻案された。

## 地理
ウェストバージニア州最南端にあるマクドウェル郡は北緯37度22分 西経81度39分 / 北緯37.37度 西経81.65度座標: 北緯37度22分 西経81度39分 / 北緯37.37度 西経81.65度 に位置し、南はバージニア州テイズウェル郡、西は同ブキャナン郡、北西はミンゴ郡、北はワイオミング郡、東はマーサー郡に囲まれている。アパラチア山脈が郡領域のほとんどにかかっている。
アメリカ合衆国国勢調査局に拠れば、郡域全面積は535平方マイル (1,390 km2)であり、このうち陸地535平方マイル (1,390 km2)、水域は.1605平方マイル (0.416 km2)で水域率は0.03である。郡域は半円状に近く、周りを山に囲まれている。郡庁所在地のウェルチ市は郡中央の北に位置している。

### 主要高規格道路
| - アメリカ国道52号線 - アメリカ国道121号線 - ウェストバージニア州道16号線 - ウェストバージニア州道80号線 - ウェストバージニア州道83号線 - ウェストバージニア州道103号線 - ウェストバージニア州道161号線 - ウェストバージニア州道635号線 |

炭田イクスプレスウェイとも呼ばれるアメリカ国道121号線などの改良工事を行っている。郡内にはウェルチ市民空港があるが、無期限閉鎖中である。

### 隣接する郡
- ワイオミング郡 - 北
- マーサー郡 - 東
- テイズウェル郡 (バージニア州) - 南
- ブキャナン郡 (バージニア州) - 西
- ミンゴ郡 - 北西

## 人口動態
以下は2010年国勢調査による人口統計データである。
| 基礎データ - 人口: 22,113人 - 世帯数: 9,176世帯 - 家族数: 6,196 家族 - 人口密度: 16人/km2（42人/mi2） - 住居数: 11,322軒 - 住居密度: 8軒/km2（21軒/mi2） 人種別人口構成 - 白人: 89.1% - アフリカン・アメリカン: 9.5% - ネイティブ・アメリカン: 0.2% - アジア人: 0.1% - 混血: 1.1% - ヒスパニック・ラテン系: 0.4% 年齢別人口構成 - 18歳未満: 22.2% - 18-24歳: 5.5% - 25-44歳: 24.1% - 45-64歳: 44.2% - 65歳以上: 16.6% - 年齢の中央値: 44歳 | 世帯と家族（対世帯数） - 18歳未満の子供がいる: 22.5% - 結婚・同居している夫婦: 48.1% - 未婚・離婚・死別女性が世帯主: 13.9% - 非家族世帯: 32.5% - 単身世帯: 28.8% - 65歳以上の老人1人暮らし: 12.4% - 平均構成人数 - 世帯: 2.36人 - 家族: 2.86人 収入と家計 - 収入の中央値 - 世帯: 21,574米ドル - 家族: 27,605米ドル - 性別 - 男性: 25,994米ドル - 女性: 18,685米ドル - 人口1人あたり収入: 12,004米ドル - 貧困線以下 - 対人口: 34.5% - 対家族数: 29.1% - 18歳未満: 43.4% - 65歳以上: 23.3% |

## 都市と町

### 法人化自治体
| - ウェルチ市 - 郡庁所在地 - アナウォルト町 - ブラッドショー町 - デイビー町 - ゲーリー市 | - イエーガー町 - キーストーン市 - キンボール町 - ノースフォーク町 - ウォー市 |

次のリストは郡内の未編入町であるが、これで全てではない。

### 未編入の町
| - アルゴマ - アップルグローブ - アスコ - アシュランド - アットウェル - アボンデール - バートリー - ベアタウン - バーウィンド - ビッグフォー - ビッグサンディ - ビショップ - ブラックウルフ - ボトムクリーク - ケーンブレイク - カペルズ - カレッタ | - カーロス - カーズウェル - コールウッド - クランプラー - キューカンバー - エックマン - エルバート - エルクホーン - イングリッシュ - エニス - エリン - ファラデイ - フィルバート - ギリアム - ハバコ - ヘンフィル - ヘンズリー | - ハル - イサバン（部分） - ジェイコブスフォーク - ジェド - ジェンキンジョーンズ - ジョニーケイク - ジョロ - カイル - ランドグラフ - レッキー - レックス - リラ - リットウォー - メイトランド - メイビューリー - マクドウェル - モホーク | - モヘガン - モンソン - ニューホール - ペイジトン - パンサー - ペインズビル - ポウハタン - プレミア - レイサル - リーム - リフト - ロックリッジ - ローダーフィールド - ロルフ - サンディハフ - シックス | - スカイガスティ - スカイア - スーピアリア - スウィッチバック - ソープ - ツインブランチ - ユニオンシティ - アップランド - バルスクリーク - ビーナス - ビビアン - ウォリアーマイン - ウィルコー - ワース - ヤーバ - ユーコン |

## 教育
マクドウェル郡教育学区が郡内の幼稚園から12年生の公共教育を担当しており、小学校7校、中学校2校、高校2校がある。私立学校としてウェルチ・ナザレン・クリスチャン・アカデミーがあるが、生徒数は37人である。
マクドウェル郡教育学区は2001年から州の肩代わりで運営されてきた。